# Пища жизни (благотворительный фонд)

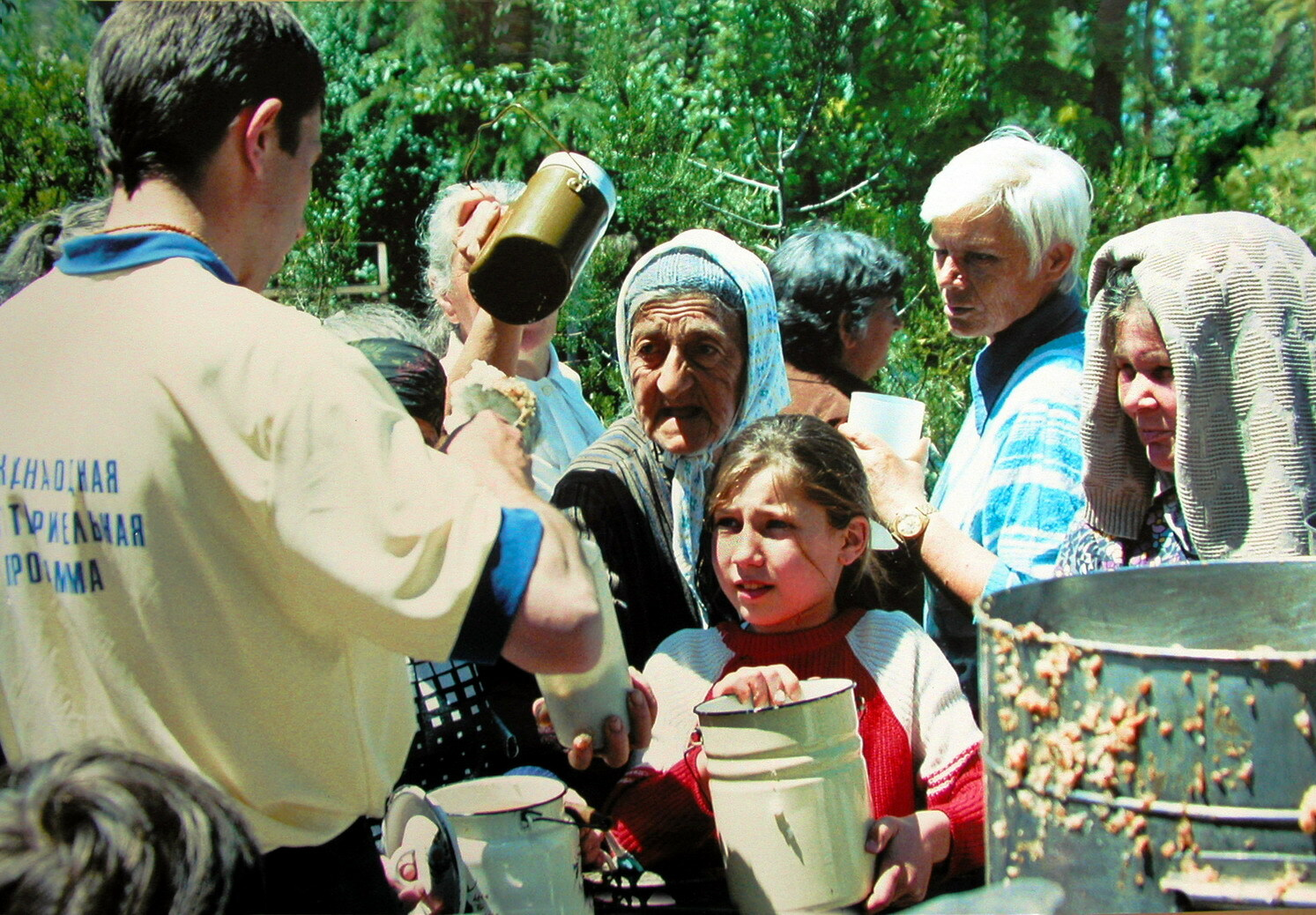
Раздача бесплатных вегетарианских обедов фондом «Пища жизни» в России.

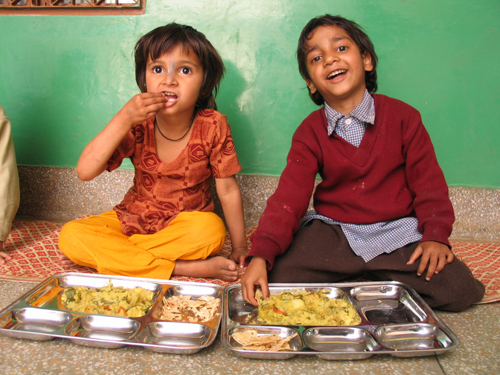
Дети из индийских трущоб принимают вегетарианский обед, обеспеченный фондом «Пища жизни».

«Пища жизни» (англ. Food for Life) — крупнейшая в мире гуманитарная миссия по раздаче вегетарианской пищи. Основана в 1974 году Международным обществом сознания Кришны (ИСККОН) с целью обеспечения вегетарианским питанием социально незащищённых слоёв населения, а также людей, пострадавших от стихийных бедствий и военных конфликтов вне зависимости от их расы, национальности, политических или религиозных убеждений. В настоящее время «Пища жизни» действует в более чем 60 странах мира.
Волонтёры организации раздают более 1 млн бесплатных порций в день. Организация обеспечивает пищу бездомным в больших городах по всему миру, бесплатные обеды детям-школьникам в Индии и питание пострадавшим в результате стихийных бедствий.
Благотворительная миссия «Пища жизни» уходит своими корнями в индийскую культуру и провозглашает своей целью возрождение древнего ведического обычая гостеприимства. О деятельности организации с похвалой отозвались ряд общественных и благотворительных организаций (такие как Международный комитет спасения), средства массовой информации (в частности, газета The New York Times) и некоторые известные общественные и политические деятели (такие как Нельсон Мандела).

## История
«Пища жизни» была основана Международным обществом сознания Кришны (ИСККОН) в Западной Бенгалии в 1974 году по прямому указанию Бхактиведанты Свами Прабхупады, пожелавшего, чтобы в пределах 10 миль от храмов ИСККОН не было голодных. Изначально миссия называлась ISKCON Food Relief, действовала преимущественно в Индии и финансировалась издательством «Бхактиведанта Бук Траст» из денежных средств, поступавших от продажи кришнаитской литературы. В первые годы после смерти Прабхупады миссия значительно снизила свою активность.
В 1982 году директор министерства по связям с общественностью ИСККОН Мукунда Госвами возродил программу и дал ей новое название — «Харе Кришна — Пища жизни». Основными целями программы он поставил пропаганду вегетарианства через бесплатную раздачу освящённой пищи (прасада) и улучшение публичного имиджа кришнаитов, пострадавшего в 1980-е годы в результате ряда скандалов и нападок со стороны антикультового движения. В первый же год «Пища жизни» начала свою деятельность в США, Австралии, Англии, Франции, Германии, Испании и Боливии. Миссия получила финансовую поддержку от властей США и положительные отзывы в СМИ.
На сегодняшний день, миссия «Пища жизни» действует в более чем 60 странах мира, в том числе в России и на Украине. Основной целью программы является обеспечение вегетарианского питания нуждающихся (независимо от их национальной и религиозной принадлежности), а также «возрождение древней ведической культуры гостеприимства». «Пища жизни» оказывает помощь социально незащищённым категориям граждан (беженцам, инвалидам, студентам, пенсионерам и детям), а также людям, пострадавшим в результате стихийных бедствий, социальных, национальных и религиозных конфликтов. К началу 2000-х годов «Пища жизни» раздала нуждающимся во всём мире более 85 миллионов бесплатных обедов. Эта благотворительная деятельность получила положительные отзывы от ряда общественных и политических деятелей.
В России такого рода деятельность добровольцы осуществляют с 1988 года, когда группа добровольцев из разных городов СССР обеспечивала питанием пострадавших от землетрясения в Армении. В 1990-е годы российское отделение миссии «Пища жизни» раздавало вегетарианскую пищу в горячих точках бывшего СССР (Абхазии и Чечне), а также пострадавшим от землетрясения в Нефтегорске. Во время Первой чеченской войны добровольцы раздали в Чечне примерно 1 млн порций горячих обедов. Один из кришнаитов-добровольцев погиб в Грозном в результате артобстрела. Деятельность добровольцев «Пищи жизни» в Чечне получила положительную оценку газеты The New York Times, которая писала, что в Грозном «они имеют ту же репутацию, что мать Тереза в Калькутте: не трудно найти людей, клянущихся, что кришнаиты — святые».
В 2002 году в Киеве волонтёры «Пищи жизни» приготовили и представили публике торт весом 1080 кг, который был зарегистрирован в «Книге рекордов Украины» как самый большой торт в истории страны.
В 2008 году в г. Цхинвал (Южная Осетия) добровольцы организации раздали пострадавшим и нуждающимся более 12 тыс. порций горячего питания.
В 2012 году «Пища жизни» обеспечивала горячим питанием пострадавших от наводнения в Крымске, а в 2014 году — пострадавших от наводнения на Алтае (г. Горно-Алтайск). За это волонтёры получили благодарственное письмо от МЧС России.
С 2014 года «Пища жизни» осуществляет свою деятельность в Донбассе (Донецк, Краматорск, Мариуполь, Луганск, Алчевск, Краснодон, Харцызск).

## Критика и полемика

### Обвинения в раздаче идоложертвенной пищи
В России миссия «Пища жизни» подвергается критике религиозными деятелями православия, ислама и иудаизма в связи с тем, что раздаваемая кришнаитами вегетарианская пища, называемая «прасада», является пищей, предложенной божеству (мурти) и распространяемой после этого как «духовный дар», а следовательно является «идоложертвенной» с точки зрения некоторых представителей указанных религий.
По мнению главы Совета муфтиев России Равиля Гайнутдина, еда, приготовленная во имя Кришны, не дозволена в употребление мусульманам, а её распространение кришнаитами следует рассматривать как «лукавую благотворительность».
По мнению заместителя председателя Центрального духовного управления мусульман России Мухаммедгали Хузина, при приготовлении пищи кришнаиты используют воду, которой обмывали ноги «идола Кришны». Хузин считает, что это противоречит суре из Корана под названием «Трапеза», в которой содержится запрет на поклонение идолам.
30 марта 2004 года Координационный центр мусульман Северного Кавказа выступил с заявлением, в котором ИСККОН был назван деструктивной сектой, деятельность которой является «серьезным вызовом межрелигиозному миру». По мнению авторов заявления, в середине 1990-х годов кришнаиты воспользовались «бедственным положением мусульманского населения Чечни» и вели среди него «активную прозелитическую деятельность». В заявлении также утверждалось, что в 2004 году пресс-секретарь российского ИСККОН Максим Осипов в телепередаче НТВ «К барьеру!» «признал факт раздачи мусульманам города Грозного под видом гуманитарной помощи пищи, посвященной языческому божеству Кришне», при том, что «кришнаитам было известно, что нормы шариата категорически запрещают правоверным мусульманам употреблять предназначенные в жертву идолам продукты».
Глава Духовного управления мусульман азиатской части России Нафигулла Аширов придерживается иного мнения. Он полагает, что бесплатная раздача кришнаитами прасада нуждающимся жителям кавказских республик является «благим делом», поскольку «на Северном Кавказе сегодня так много нуждающихся и голодных, что им все равно, какую пищу есть». Он также утверждает, что «в Коране не содержится запрета на употребление вегетарианской пищи, приготовленной каким-то особым способом — там говорится только о недопустимости приёма свинины и о том, что мясо следует готовить в соответствии с определёнными требованиями».
Председатель Федерации еврейских общин России Берл Лазар считает, что кришнаиты раздают свою вегетарианскую пищу исключительно с миссионерской целью. Он также заметил, что «у кришнаитов есть страсть привлекать людей других вероисповеданий к своему, и это очень негативная тенденция». Лазар добавил, что «различные секты и религиозные течения, которые кормят народ и говорят, что это познание Бога, только уменьшают уважение к религии, к настоящим религиозным традициям».
Руководитель Центра обществ сознания Кришны в России Бхакти Вигьяна Госвами (Вадим Тунеев) по этому поводу сказал, что «у нападающей стороны нет серьёзных аргументов „против“, и в ход идут измышления». По его словам ИСККОН представляет в России «древнейшую на Земле монотеистическую религию». Госвами также высказал мнение, что изображения Бога, которым предлагается пища в кришнаитских алтарях, «имеют то же значение, что и иконы у христиан».

### Инцидент с раздачей в Храме Христа Спасителя «идоложертвенных фруктов» (2010)

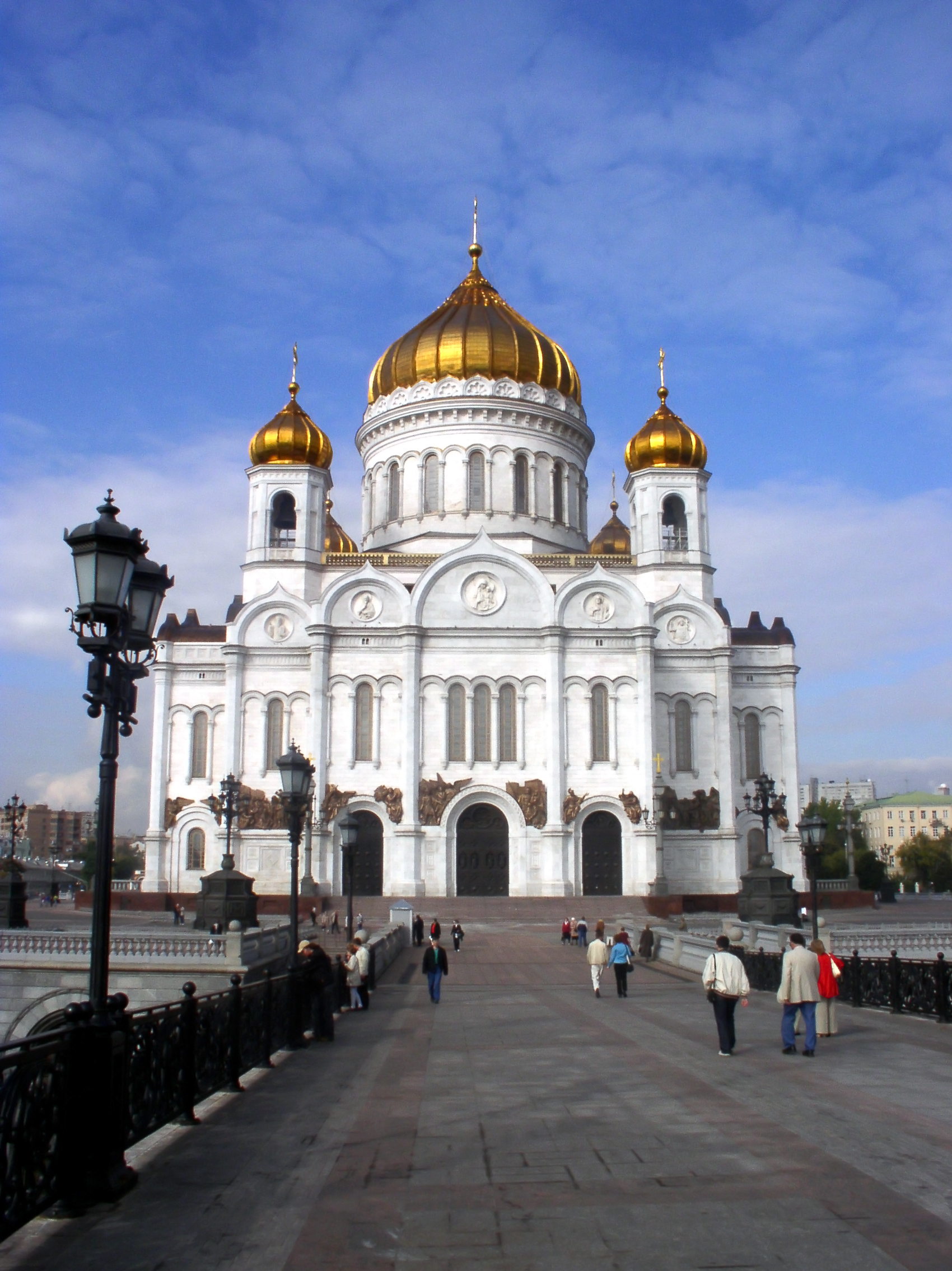
Храм Христа Спасителя

23 ноября 2010 года в Зале церковных соборов Храма Христа Спасителя состоялся благотворительный праздник для детей-инвалидов «Дети-ангелы». Зал церковных соборов не относится к ведомству РПЦ и часто является местом проведения светских мероприятий. Организатором праздника выступил детский реабилитационный центр «Адели», пригласивший на мероприятие около 1000 детей с детским церебральным параличом. Для детей был проведён концерт, после которого, по замыслу организаторов, каждый ребёнок должен был получить по два апельсина: один — для себя, а другой для друга, чтобы научить детей «культуре дарения». Фрукты для детей оплатил российский фонд «Пища жизни».
По данным религиоведа и журналиста из Славянского правового центра Романа Лункина, Зал церковных соборов был сдан центру «Адели» Фондом Храма Христа Спасителя (Фондом ХХС) за полную коммерческую стоимость «почти в 1 млн рублей». При этом центр «Адели» отказался оплачивать дорогую пищу, приготовленную на кухне ХХС, и не стал платить потребованные Фондом ХХС 10 000 рублей за каждую видеокамеру и 5000 рублей за каждый фотоаппарат СМИ. За неделю до мероприятия руководство Фонда ХХС уведомило центр «Адели», что в случае неуплаты, им не разрешат раздавать детям фрукты и подарки в Зале церковных соборов. В ответ центр «Адели» направил жалобу в Совет при Президенте Российской Федерации по делам инвалидов, после чего руководство Фонда ХХС разрешило завезти подарки и продукты и не стало брать деньги за аккредитованные СМИ.
По информации генерального директора центра «Адели» Татьяны Нечай, вскоре после того, как фрукты и подарки были завезены в Зал церковных соборов, «позвонила некая гражданка и с придыханием в голосе сообщила „страшную тайну“, что в апельсинах и яблоках, предоставленных благотворительным фондом „Пища жизни“, сидит „Дух Кришны“, и их ни в коем случае нельзя давать детям». Позже выяснилось, что звонок поступил из Российской ассоциации центров изучения религий и сект (РАЦИРС) — православной антисектантской организации, возглавляемой Александром Дворкиным. Возмущение православных вызвало то, что кришнаитский фонд «Пища жизни» собирался на территории православного храма раздавать детям фрукты, над которыми, по их убеждению, были совершены «обряды посвящения Кришне», что превратило их в «идоложертвенную пищу». Ещё до начала праздника, на месте событий появился Александр Дворкин в сопровождении своих помощников и сотрудников охраны Фонда ХХС. Назвав раздачу «идоложертвенных» фруктов оскорблением чувств православных верующих, Дворкин и его коллеги потребовали выставить фрукты на улицу. В противном случае, они обещали не пустить уже ожидавших на улице детей в здание. Фрукты были выставлены на улицу, где волонтёры «Пищи жизни» начали раздавать их пришедшим на праздник детям. Однако, при входе в Зал церковных соборов, помощники Дворкина забирали у них «идоложертвенную пищу». Представителям центра «Адели» Дворкин разъяснил: «Пусть у нас всё дорого, зато дьявола нет, всё освящено». На предложение родителей вызвать священника и окропить фрукты святой водой, Дворкин и его коллеги ответили отказом. По словам Татьяны Нечай, «дворкинцы» при этом «ссылались на то, что дух настолько сильный и зловредный, что ни святая вода, ни молитва не в силах его изгнать». Некоторые из православных родителей увели своих детей подальше от «идоложертвенного» соблазна и «пытались выяснить, с какой целью на детском празднике проводится оккультное ток-шоу антиправославного характера». На вопросы представителей центра «Адели» о том, как Александр Дворкин попал на закрытое мероприятие, и «какое право он имел распоряжаться в арендованном за высокую цену помещении», один из руководителей Фонда ХХС ответил, что это «высокопоставленный» чиновник, который «не нуждается в приглашении».
Генеральный директор фонда «Пища жизни» Валерий Долгополов, сам являющийся кришнаитом, назвал доводы представителей РАЦИРС несостоятельными и обвинил их в разжигании религиозной вражды. Долгополов заверил находившихся на месте событий журналистов, что с фруктами никаких обрядов не проводилось и что благотворительная акция была светской. Ситуацию также прокомментировал руководитель отдела по связям с общественностью Центра обществ сознания Кришны в России Юрий Плешаков. Он объяснил, что фонд «Пища жизни» изначально находился под юрисдикцией кришнаитов, но уже много лет является автономной организацией, в которой работают люди самых разных вероисповеданий, в том числе православные и иудеи.
Александр Дворкин высказал мнение, что организаторы мероприятия присоединили к благотворительной акции религию и превратили праздник «в торговлю детскими душами». Дворкин также заявил журналистам, что решением Архиерейского собора РПЦ от 1994 года «Международное общество сознания Кришны» было объявлено тоталитарной сектой и поэтому православные христиане не могут с ним сотрудничать, а кришнаиты не могут находиться на территории православного храма. Соратник Дворкина — адвокат Александр Корелов — назвал раздачу волонтёрами «Пищи жизни» фруктов детям «пропагандистской акцией Общества сознания Кришны», но в то же время отметил, что «искренне верующему человеку» идоложертвенная пища «не может повредить». Похожую точку зрения высказал заместитель главы Синодального отдела по взаимоотношениям Церкви и общества священник Георгий Рощин, прокомментировавший инцидент газете «Известия»: «Христианина оскверняет не то, что входит в его уста, а то, что исходит из них, так писал апостол Павел. Призыв уклоняться от вкушения идоложертвенной пищи должен подчеркнуть различие между христианством и язычеством, но сама по себе пища не может причинить вред».
Роман Лункин высказал мнение, что этот инцидент выявил серьёзную проблему «жёстких капиталистических правил», которыми Фонд ХХС руководствуется в своей деятельности, а Александру Фролову эта история напомнила сцену с отцом Ферапонтом из «Братьев Карамазовых». Фролов отметил: «Тем не менее история в ХХС приключилась, напоминаю, не в Скотопригоньевске позапрошлого века, а в Москве XXI века, близ Кремля».